# Lijst van nummer 1-hits in de Nederlandse Top 40 in 1984
Deze hits stonden in 1984 op nummer 1 in de Nederlandse Top 40.
| Nummer | Datum        | Artiest                       | Titel                                                  |
| ------ | ------------ | ----------------------------- | ------------------------------------------------------ |
| 301    | 7 januari    | Dolly Parton                  | You Are                                                |
|        | 14 januari   | Dolly Parton                  | You Are                                                |
| 302    | 21 januari   | Dolly Dots                    | Love Me Just a Little Bit More (Totally Hooked on You) |
| 303    | 28 januari   | Paul Young                    | Love of the Common People                              |
|        | 4 februari   | Paul Young                    | Love of the Common People                              |
|        | 11 februari  | Paul Young                    | Love of the Common People                              |
|        | 18 februari  | Paul Young                    | Love of the Common People                              |
| 304    | 25 februari  | Queen                         | Radio Ga Ga                                            |
| 305    | 3 maart      | Golden Earring                | When the Lady Smiles                                   |
|        | 10 maart     | Golden Earring                | When the Lady Smiles                                   |
| 306    | 17 maart     | Pat Benatar                   | Love Is a Battlefield                                  |
|        | 24 maart     | Pat Benatar                   | Love Is a Battlefield                                  |
|        | 31 maart     | Pat Benatar                   | Love Is a Battlefield                                  |
|        | 7 april      | Pat Benatar                   | Love Is a Battlefield                                  |
| 307    | 14 april     | Lionel Richie                 | Hello                                                  |
|        | 21 april     | Lionel Richie                 | Hello                                                  |
|        | 28 april     | Lionel Richie                 | Hello                                                  |
|        | 5 mei        | Lionel Richie                 | Hello                                                  |
| 308    | 12 mei       | Danny de Munk                 | Ik voel me zo verdomd alleen                           |
|        | 19 mei       | Danny de Munk                 | Ik voel me zo verdomd alleen                           |
| 309    | 26 mei       | Queen                         | I Want to Break Free                                   |
|        | 2 juni       | Queen                         | I Want to Break Free                                   |
| 310    | 9 juni       | Duran Duran                   | The Reflex                                             |
|        | 16 juni      | Duran Duran                   | The Reflex                                             |
|        | 23 juni      | Duran Duran                   | The Reflex                                             |
|        | 30 juni      | Duran Duran                   | The Reflex                                             |
|        | 7 juli       | Duran Duran                   | The Reflex                                             |
|        | 14 juli      | Duran Duran                   | The Reflex                                             |
| 311    | 21 juli      | Wham!                         | Wake Me Up Before You Go-Go                            |
|        | 28 juli      | Wham!                         | Wake Me Up Before You Go-Go                            |
| 312    | 4 augustus   | Frankie Goes to Hollywood     | Two Tribes                                             |
|        | 11 augustus  | Frankie Goes to Hollywood     | Two Tribes                                             |
|        | 18 augustus  | Frankie Goes to Hollywood     | Two Tribes                                             |
| 313    | 25 augustus  | Bronski Beat                  | Smalltown Boy                                          |
|        | 1 september  | Bronski Beat                  | Smalltown Boy                                          |
| 314    | 8 september  | George Michael                | Careless Whisper                                       |
|        | 15 september | George Michael                | Careless Whisper                                       |
|        | 22 september | George Michael                | Careless Whisper                                       |
|        | 29 september | George Michael                | Careless Whisper                                       |
|        | 6 oktober    | George Michael                | Careless Whisper                                       |
| 315    | 13 oktober   | Stevie Wonder                 | I Just Called to Say I Love You                        |
|        | 20 oktober   | Stevie Wonder                 | I Just Called to Say I Love You                        |
|        | 27 oktober   | Stevie Wonder                 | I Just Called to Say I Love You                        |
| 316    | 3 november   | Prince & The Revolution       | Purple Rain                                            |
|        | 10 november  | Prince & The Revolution       | Purple Rain                                            |
|        | 17 november  | Prince & The Revolution       | Purple Rain                                            |
|        | 24 november  | Prince & The Revolution       | Purple Rain                                            |
| 317    | 1 december   | Jermaine Jackson & Pia Zadora | When the Rain Begins to Fall                           |
|        | 8 december   | Jermaine Jackson & Pia Zadora | When the Rain Begins to Fall                           |
|        | 15 december  | Jermaine Jackson & Pia Zadora | When the Rain Begins to Fall                           |
|        | 22 december  | Jermaine Jackson & Pia Zadora | When the Rain Begins to Fall                           |
|        | 29 december  | Geen Top 40 verschenen        | Geen Top 40 verschenen                                 |